# Sotobañado y Priorato
Sotobañado y Priorato ist ein Ort und eine nordspanische Gemeinde (municipio) mit 158 Einwohnern (Stand: 2024) in der Provinz Palencia der Autonomen Gemeinschaft Kastilien-León. Neben dem Hauptort Sotobañado y Priorato gehört die Ortschaft Sotillo de Boedo zur Gemeinde.

## Lage und Klima
Sotobañado y Priorato liegt in der altkastilischen Meseta in einer Höhe von ca. 890 m. Die Provinzhauptstadt Palencia befindet sich gut 75 km (Fahrtstrecke) südlich. Das Klima im Winter ist kühl, im Sommer dagegen trotz der Höhenlage gemäßigt bis warm; Niederschläge (ca. 618 mm/Jahr) fallen überwiegend im Winterhalbjahr.

## Bevölkerungsentwicklung
| Jahr      | 1970 | 1981 | 1991 | 2001 | 2011 | 2021 |
| Einwohner | 302  | 221  | 216  | 183  | 162  | 144  |

## Sehenswürdigkeiten

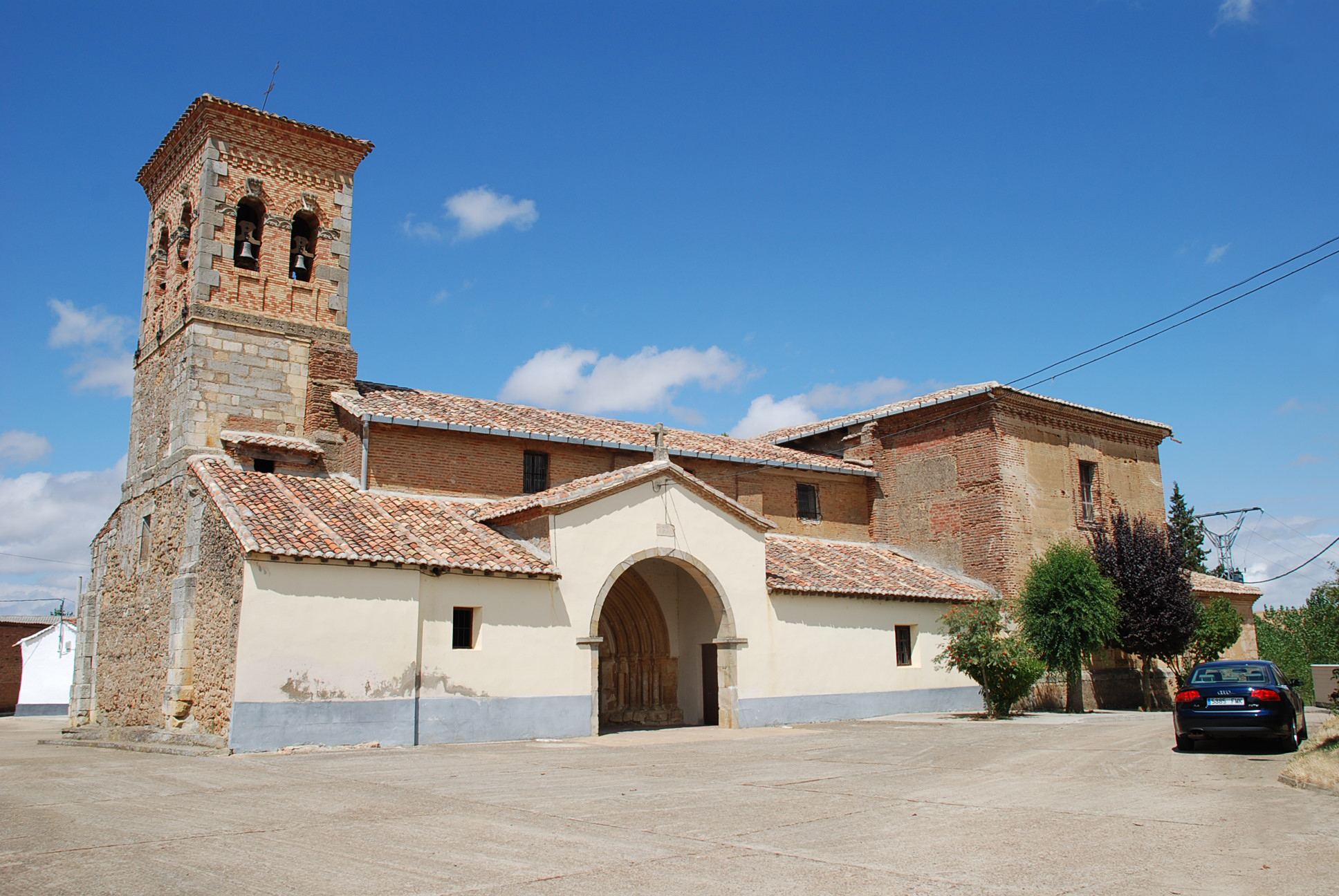
Kirche Mariä Himmelfahrt
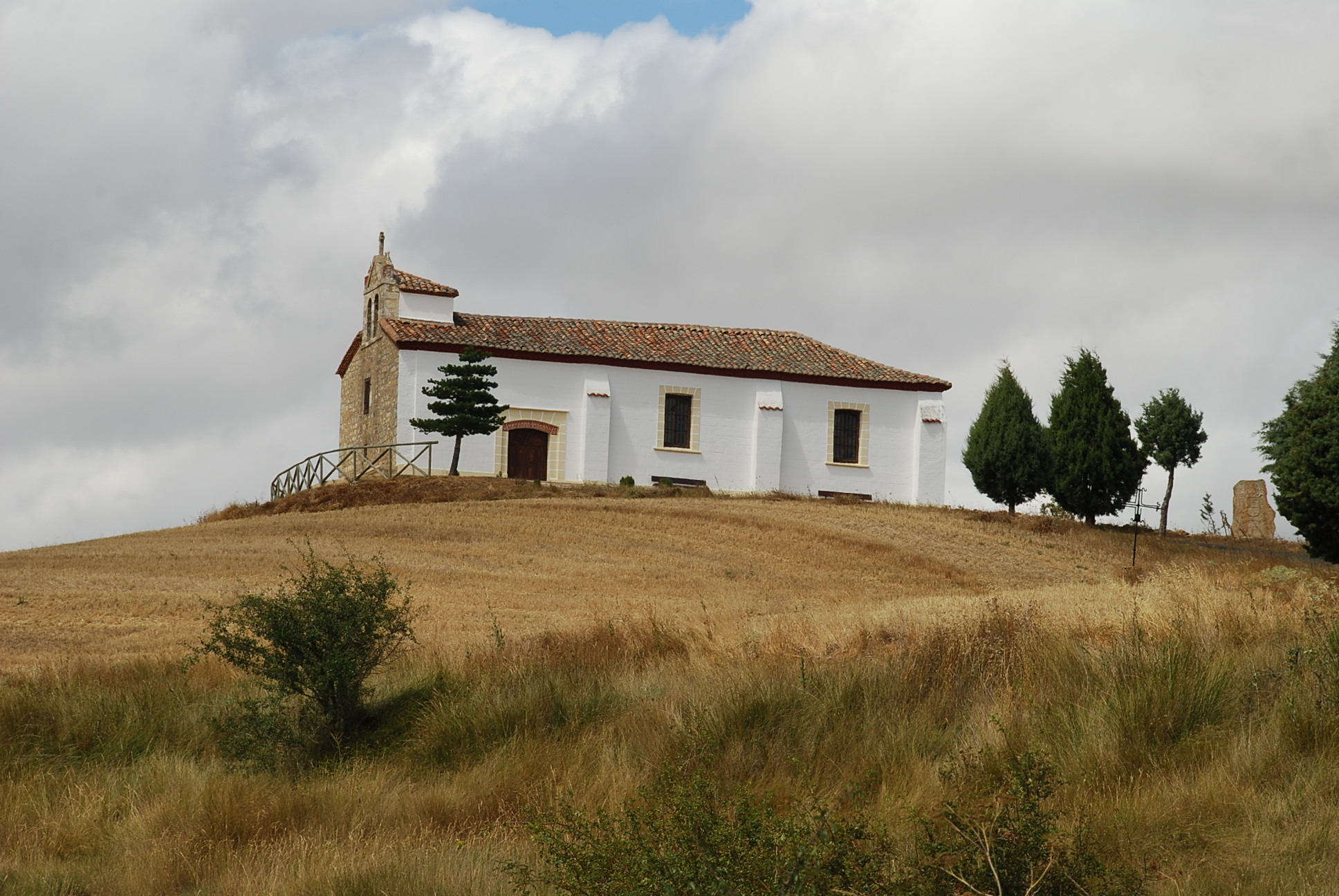
Marienkapelle
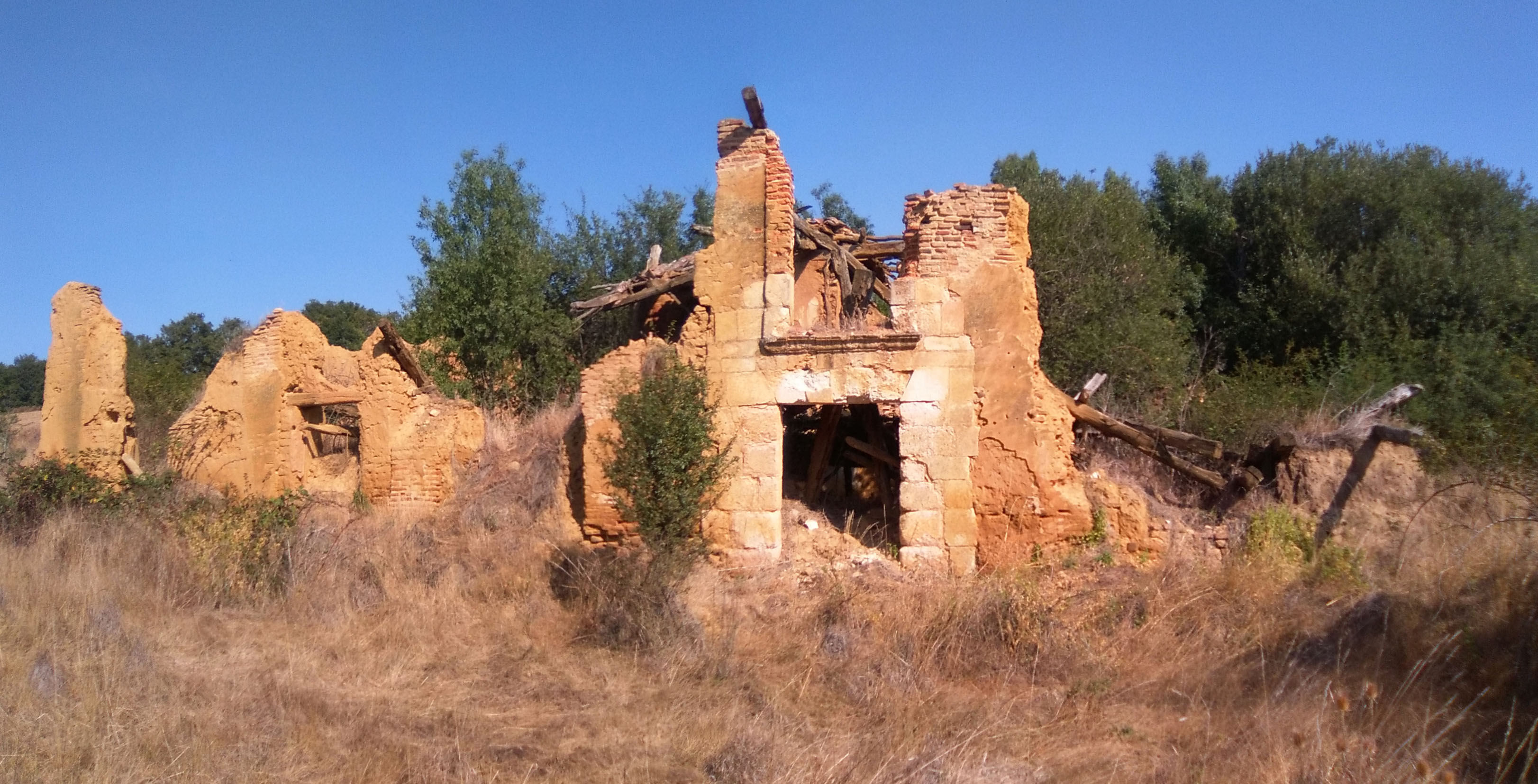
Ruine der Priorei
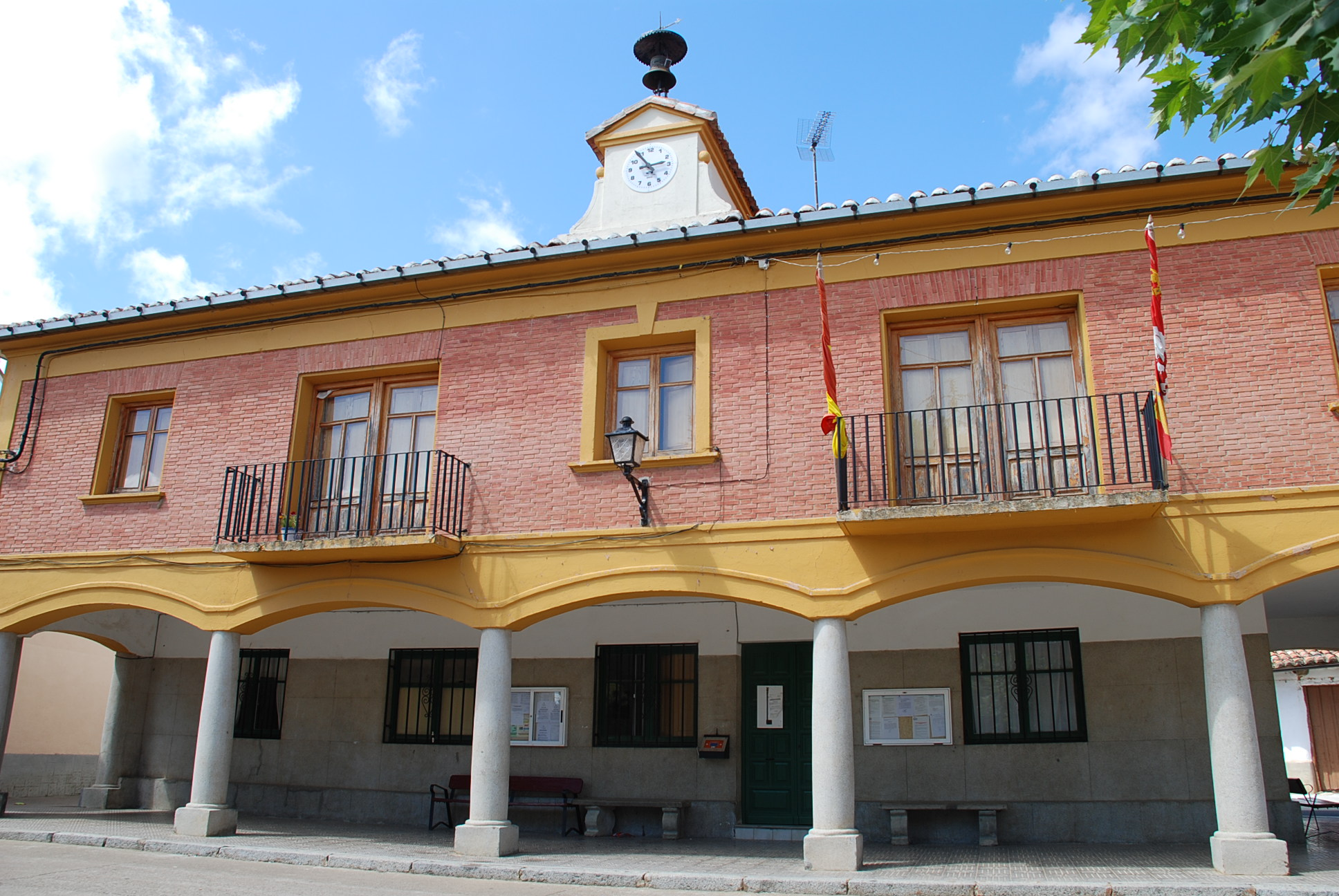
Rathaus

- Kirche Mariä Himmelfahrt
- Marienkapelle
- Ruine der Priorei
- Rathaus